# Harriet Andersson
Harriet Andersson (Stockholm, 14 februari 1932) is een Zweeds actrice. Zij werd in 1963 genomineerd voor een BAFTA Award voor haar rol in Såsom i en spegel. Meer dan vijf andere acteerprijzen werden haar daadwerkelijk toegekend, waaronder een Premi David di Donatello in 1974 voor Viskningar och rop en de prijs voor beste actrice op het Filmfestival van Venetië 1964 voor Att älska.
Andersson maakte in 1949 haar film- en acteerdebuut met een naamloos rolletje in Skolka skolan. Daarna bouwde ze haar cv uit tot meer dan 65 filmrollen, een handvol televisiefilms niet meegerekend.
Andersson behoort tot een groep acteurs en actrices die Ingmar Bergman om zich heen verzamelde en regelmatig in zijn titels opduikt. Haar rollen in Sommaren med Monika, Gycklarnas afton (beide 1953), En lektion i kärlek (1954), Kvinnodröm, Sommarnattens leende (beide 1955), Såsom i en spegel (1961), För att inte tala om alla dessa kvinnor (1964), Stimulantia (1967), Viskningar och rop (1972) en Fanny och Alexander (1982) waren allen onder zijn regie.
Andersson trouwde in 1959 met Bertil Wejfeldt, met wie ze een jaar later dochter Petra kreeg, vernoemd naar het dienstmeisje dat zijzelf speelde in Sommarnattens leende. Het huwelijk liep in 1962 definitief stuk.
In 1992 ontving ze de Zweedse koninklijke onderscheiding Litteris et Artibus.

## Filmografie
*Exclusief 5+ televisiefilms
| - Dogville (2003) - Gossip (2000) - Happy End (1999) - Det sjunde skottet (1998) - Selma & Johanna - en roadmovie (1997) - Høyere enn himmelen (1993) - Blankt vapen (1990) - Kajsa Kavat (1989) - Himmel og helvede (1988) - Sommarkvällar på jorden (1987) - Raskenstam (1983) - Fanny och Alexander (1982) - La Sabina (1979) - Linus eller Tegelhusets hemlighet (1979) - Hempas bar (1977) - Monismanien 1995 (1975) - Den vita väggen (1975) - Viskningar och rop (1972) - The Day the Clown Cried (1972) - Anna (1970) - Kampf um Rom II - Der Verrat (1969) - Kampf um Rom I (1968) - Flickorna (1968) - Jag älskar, du älskar (1968) - Människor möts och ljuv musik uppstår i hjärtat (1967) - Tvärbalk (1967) - Stimulantia (1967) - The Deadly Affair (1966) - Ormen (1966) - Här börjar äventyret (1965) - Lianbron (1965) - Älskande par (1964) | - Att älska (1964) - För att inte tala om alla dessa kvinnor (1964) - En söndag i september (1963) - Lyckodrömmen (1963) - Siska - en kvinnobild (1962) - Barbara - Wild wie das Meer (1961) - Såsom i en spegel (1961) - Brott i paradiset (1959) - Noc poslubna (1959) - Flottans överman (1958) - Kvinna i leopard (1958) - Synnöve Solbakken (1957) - Sista paret ut (1956) - Nattbarn (1956) - Glimlach van een zomernacht (1955) (Sommarnattens leende) - Hoppsan! (1955) - Kvinnodröm (1955) - Lessen in liefde (1954) (En lektion i kärlek) - Gycklarnas afton (1953) - Zomer met Monika (1953) (Sommaren med Monika) - Trots (1952) - Ubåt 39 (1952) - Frånskild (1951) - Dårskapens hus (1951) - Puck heter jag (1951) - Biffen och Bananen (1951) - Kyssen på kryssen (1950) - Anderssonskans Kalle (1950) - Medan staden sover (1950) - Frökens första barn (1950) - Motorkavaljerer (1950) - Skolka skolan (1949) |

- Bibsys: 90916345
- Biblioteca Nacional de España: XX1593888
- Bibliothèque nationale de France: cb138907671 (data)
- Catàleg d'autoritats de noms i títols de Catalunya: 981058604769806706
- Gemeinsame Normdatei: 131547364
- International Standard Name Identifier: 0000 0001 2148 7493
- Library of Congress Control Number: n96118659
- Nationale Bibliotheek van Tsjechië: ola2002144959
- Nationale bibliotheek van Australië: 40407773
- Nationale Bibliotheek van Israël: 987007330786105171
- Nationale Bibliotheek van Polen: a0000002330650
- Nederlandse Thesaurus van Auteursnamen: 113522886
- LIBRIS: 285877
- Système universitaire de documentation: 076894681
- Virtual International Authority File: 117662543
- WorldCat: E39PBJcWqFgq3gprPftxkvCCwC